# 天澤天二郎
天澤 天二郎（あまざわ てんじろう）は童夢に在籍するレースエンジニア。

## 概要
父は詩人の天沢退二郎。千葉県立千葉高等学校、千葉大学工学部機械工学科卒業。1998年に童夢入社。童夢の風洞である風流舎に空力開発として所属していたこともあり、日本のレース界では希少な設計者としての視点からのレースセットアップには定評がある。レース現場には季節問わずハンチング帽子を被って現れる事で有名である。
SUPER GTでは2013年から2014年には同チームのレースチームの監督を務めた。
ヴァイオリン奏者としても有名であり、レースエンジニアを志す前はヴァイオリニストを目指していた。演奏の様子はYouTubeなどにも投稿されている。滋賀県在住。